# 新盆唐線
新盆唐線（シンブンダンせん）は、大韓民国のソウル特別市江南区にある新沙駅から京畿道水原市霊通区にある光教駅までを結ぶ鉄道路線である。ラインカラーは●赤。愛称は「DX Line」。
本項では、建設と施設管理および運営に関わる事業者4社についても記述する。

## 概要
盆唐線の混雑緩和などを目的に建設された路線である。収益型民資事業(BTO)方式で計画され、民間事業者が建設し、完成後に政府に所有権を移転した後、政府から30年間運営権を得て、民間事業者が鉄道を運営する。
路線保有は韓国鉄道施設公団。施設管理は民間企業の新盆唐線株式会社（第1期区間）、京畿鉄道株式会社（第2期区間）、施設運営は両社から委託を受けたネオトランス株式会社が担っている。
第1期区間として2011年10月28日、江南 - 亭子が開業。第2期区間として2016年1月30日、亭子から光教まで延伸。第3期区間として2022年5月28日、江南から新沙まで延伸。今後龍山駅（ソウル特別市龍山区） - 新沙駅間（新ソウル鉄道が施設管理事業者となる予定）や、光教中央駅から南西側の好梅実方面への延伸も計画されている。
全線で無人運転を行っているが、非常時対応のため運転士資格を持つ乗務員が添乗している。
|                      | 龍山                 | …                    | 新沙                            | 新沙                            | …                               | 江南                            | 江南                            | …                               | 亭子                            | 亭子                            | …                               | 光教             |
| 第3期開業区間 建設中 | 第3期開業区間 建設中 | 第3期開業区間 建設中 | 第3期開業区間 開業済 （運用中） | 第3期開業区間 開業済 （運用中） | 第3期開業区間 開業済 （運用中） | 第1期開業区間 開業済 （運用中） | 第1期開業区間 開業済 （運用中） | 第1期開業区間 開業済 （運用中） | 第2期開業区間 開業済 （運用中） | 第2期開業区間 開業済 （運用中） | 第2期開業区間 開業済 （運用中） |                  |
| 運営                 | ネオトランス(株)     | ネオトランス(株)     | ネオトランス(株)                | ネオトランス(株)                | ネオトランス(株)                | ネオトランス(株)                | ネオトランス(株)                | ネオトランス(株)                | ネオトランス(株)                | ネオトランス(株)                | ネオトランス(株)                | ネオトランス(株) |
| 建設・施設管理       | 新ソウル鉄道(株)     | 新ソウル鉄道(株)     | 新ソウル鉄道(株)                | 新ソウル鉄道(株)                | 新ソウル鉄道(株)                | 新ソウル鉄道(株)                | 新盆唐線(株)                    | 新盆唐線(株)                    | 新盆唐線(株)                    | 京畿鉄道(株)                    | 京畿鉄道(株)                    | 京畿鉄道(株)     |
| 所有                 | 韓国鉄道施設公団     | 韓国鉄道施設公団     | 韓国鉄道施設公団                | 韓国鉄道施設公団                | 韓国鉄道施設公団                | 韓国鉄道施設公団                | 韓国鉄道施設公団                | 韓国鉄道施設公団                | 韓国鉄道施設公団                | 韓国鉄道施設公団                | 韓国鉄道施設公団                | 韓国鉄道施設公団 |

## 路線データ（2022年5月28日時点）
- 閉塞方式：タレスRF-CBTC（無人運転。ただし回送時は有人。）
- 複線区間：全線
- 車両基地：光教車両事業所
  - 第1期開通時は、韓国鉄道公社（KORAIL）盆唐線の盆唐車両事務所を暫定的に使用していた。
- 地上区間：光教駅・光教車両事業所
- 走行方向：左側通行

## 沿革
- 2005年7月 - （第一期・新盆唐線）江南駅 - 亭子駅間が着工。
- 2008年2月28日 - フランスのタレス社がCBTCを受注[1]。
- 2010年7月29日 - （第二期・京畿鉄道）亭子駅 - 京畿大駅（現在の光教駅）間が着工。
- 2011年10月28日 - （第一期・新盆唐線）江南駅 - 亭子駅が開業。開業時に限り運賃を無料とした。
- 2016年
  - 1月30日 - （第二期・京畿鉄道）亭子駅 - 光教駅が開業。光教車両事業所開設。
  - 8月30日 - （第三期・新ソウル鉄道）新沙駅 - 江南駅着工[2]。龍山駅 - 新沙駅間は在韓米軍基地返還後着工となる。
- 2018年4月28日 - 美金駅が開業[3]。
- 2022年5月28日 - （第三期・新ソウル鉄道）新沙駅 - 江南駅が開業。

## 使用車両
- D000系

## 運賃
基本運賃は、Tマネーカードを使用した場合、10kmまで2,400ウォン（首都圏電鉄の基本運賃1,400ウォン+加算運賃1,000ウォン）（ただし、3期区間（新沙駅 - 江南駅間・新ソウル鉄道運営）では10kmまで2,100ウォン（首都圏電鉄の基本運賃1,400ウォン+加算運賃700ウォン））、1回用交通カードを使う場合は100ウォン加算。10km以上は5km毎に100ウォン加算。
首都圏電鉄の各路線からの乗り換えは1,000ウォン加算（ただし、3期区間では700ウォン加算）。また、1期区間（江南駅 - 亭子駅間・新盆唐線運営）と2期区間（亭子駅 - 光教駅間・京畿鉄道運営）を跨いで乗車した場合、2期区間の加算運賃は1,000ウォンから500ウォンに割引となる。1期区間と3期区間を跨いで乗車した場合、3期区間の加算運賃の割引はない。（2023年10月7日改定）
他路線との乗り換え通路には自動改札機が設置されているが、「他路線→新盆唐線」の乗り換え時には運賃が引き落とされず、加算運賃は下車駅もしくは「新盆唐線→他路線」への乗り換え時に発生する。
他路線と同様、敬老、障害者無賃乗車を実施しているが、政府からの損失補填が無く、経営悪化を理由に2017年に無賃乗車制度の廃止を表明するものの、国との協議は難航し、最終的に行政訴訟で争うことになり、2023年ソウル行政裁判所は、政府が誠実に協議に応じなかったことを理由に、運営会社である新盆唐線株式会社に377億5千万ウォンの損失を補填するよう判決が下された。

## 駅一覧

### 龍山〜光教
- 営業キロは新沙起点。

| 駅番号 | 駅名                        | 駅名                    | 駅名                               | 駅間キロ (km)   | 累計キロ (km)   | 接続路線                                                                      | 所在地       | 所在地        | 管理事業者           |
| 駅番号 | 日本語                      | ハングル                | 英語                               | 駅間キロ (km)   | 累計キロ (km)   | 接続路線                                                                      | 所在地       | 所在地        | 管理事業者           |
| ------ | --------------------------- | ----------------------- | ---------------------------------- | --------------- | --------------- | ----------------------------------------------------------------------------- | ------------ | ------------- | -------------------- |
| D01    | 龍山駅                      | 용산역                  | Yongsan                            | 2027年 開業予定 | 2027年 開業予定 | 韓国鉄道公社：KTX・京釜本線 · 1号線（京釜電鉄線） (135)・ 京義・中央線 (K110) | ソウル特別市 | 龍山区        | 新 ソ ウ ル 鉄 道    |
| D02    | 国立博物館駅（仮称）        | 국립박물관역            | National Museum of Korea           | 2027年 開業予定 | 2027年 開業予定 |                                                                               | ソウル特別市 | 龍山区        | 新 ソ ウ ル 鉄 道    |
| D03    | 東氷庫駅（仮称）            | 동빙고역                | Dongbinggo                         | 2027年 開業予定 | 2027年 開業予定 |                                                                               | ソウル特別市 | 龍山区        | 新 ソ ウ ル 鉄 道    |
| D04    | 新沙駅                      | 신사역                  | Sinsa                              | 0.0             | 0.0             | ソウル交通公社： 3号線（地下鉄3号線） (337)                                   | ソウル特別市 | 江南区        | 新 ソ ウ ル 鉄 道    |
| D05    | 論峴駅                      | 논현역                  | Nonhyeon                           | 0.7             | 0.7             | ソウル交通公社： 7号線 (732)                                                  | ソウル特別市 | 江南区        | 新 ソ ウ ル 鉄 道    |
| D06    | 新論峴駅                    | 신논현역                | Sinnonhyeon                        | 0.8             | 1.5             | ソウル市メトロ9号線（企業）： 9号線 (925)                                     | ソウル特別市 | 江南区        | 新 ソ ウ ル 鉄 道    |
| D07    | 江南駅                      | 강남역                  | Gangnam                            | 0.9             | 2.4             | ソウル交通公社： 2号線 (222)                                                  | ソウル特別市 | 江南区        | 新 ソ ウ ル 鉄 道    |
| D07    | 江南駅                      | 강남역                  | Gangnam                            | 0.9             | 2.4             | ソウル交通公社： 2号線 (222)                                                  | ソウル特別市 | 江南区        | 新 盆 唐 線 ︵ 株 ︶ |
| D08    | 良才駅 （瑞草区庁）         | 양재역 (서초구청)       | Yangjae (Seocho-gu Office)         | 1.5             | 3.9             | ソウル交通公社： 3号線（地下鉄3号線） (342)                                   | ソウル特別市 | 瑞草区        |                      |
| D09    | 良才市民の森駅 （梅軒）     | 양재시민의숲역 (매헌)   | Yangjae Citizen's Forest (Maeheon) | 1.6             | 5.5             |                                                                               | ソウル特別市 | 瑞草区        |                      |
| D10    | 清渓山入口駅                | 청계산입구역            | Cheonggyesan                       | 2.9             | 8.4             |                                                                               | ソウル特別市 | 瑞草区        |                      |
| D11    | 板橋駅 （板橋テクノバレー） | 판교역 (판교테크노밸리) | Pangyo (Pangyo Techno Valley)      | 8.2             | 16.6            | 韓国鉄道公社： 京江本線（京江電鉄線） (K410)                                  | 京畿道       | 城南市 盆唐区 |                      |
| D12    | 亭子駅                      | 정자역                  | Jeongja                            | 3.1             | 19.7            | 韓国鉄道公社： 水仁・盆唐線 (K230)                                            | 京畿道       | 城南市 盆唐区 |                      |
| D12    | 亭子駅                      | 정자역                  | Jeongja                            | 3.1             | 19.7            | 韓国鉄道公社： 水仁・盆唐線 (K230)                                            | 京畿道       | 城南市 盆唐区 | 京 畿 鉄 道          |
| D13    | 美金駅                      | 미금역                  | Migeum                             | 1.9             | 21.6            | 韓国鉄道公社： 水仁・盆唐線 (K231)                                            | 京畿道       | 城南市 盆唐区 |                      |
| D14    | 東川駅                      | 동천역                  | Dongcheon                          | 1.6             | 23.2            |                                                                               | 京畿道       | 龍仁市 水枝区 |                      |
| D15    | 水枝区庁駅                  | 수지구청역              | Suji-gu Office                     | 2.1             | 25.3            |                                                                               | 京畿道       | 龍仁市 水枝区 |                      |
| D16    | 星福駅                      | 성복역                  | Seongbok                           | 1.7             | 27.0            |                                                                               | 京畿道       | 龍仁市 水枝区 |                      |
| D17    | 上峴駅                      | 상현역                  | Sanghyeon                          | 2.1             | 29.1            |                                                                               | 京畿道       | 龍仁市 水枝区 |                      |
| D18    | 光教中央駅 （亜洲大）       | 광교중앙역 (아주대)     | Gwanggyo Jungang (Ajou Univ.)      | 2.4             | 31.5            | 光教中央〜郷南（接続予定）                                                    | 京畿道       | 水原市 霊通区 |                      |
| D19    | 光教駅 （京畿大）           | 광교역 (경기대)         | Gwanggyo (Kyonggi Univ.)           | 1.9             | 33.4            |                                                                               | 京畿道       | 水原市 霊通区 |                      |

### 光教中央〜郷南
- 運営事業者は未定。

| 駅番号 | 駅名                       | 駅名                | 駅名                          | 駅間キロ (km)   | 累計キロ (km)   | 接続路線                                  | 所在地 | 所在地 | 所在地 |
| 駅番号 | 日本語                     | ハングル            | 英語                          | 駅間キロ (km)   | 累計キロ (km)   | 接続路線                                  | 所在地 | 所在地 | 所在地 |
| ------ | -------------------------- | ------------------- | ----------------------------- | --------------- | --------------- | ----------------------------------------- | ------ | ------ | ------ |
| D18    | 光教中央駅 （亜洲大）      | 광교중앙역 (아주대) | Gwanggyo Jungang (Ajou Univ.) | 2.4             | 31.5            | 京畿鉄道： 龍山〜光教                     | 京畿道 | 水原市 | 霊通区 |
|        | 水原ワールドカップ競技場駅 | 수원월드컵경기장역  | Suwon World Cup Stadium       | 2027年 開業予定 | 2027年 開業予定 |                                           | 京畿道 | 水原市 | 八達区 |
|        | 東水原駅                   | 동수원역            | Dongsuwon                     | 2027年 開業予定 | 2027年 開業予定 |                                           | 京畿道 | 水原市 | 八達区 |
|        | 華西駅                     | 화서역              | Hwaseo                        | 2027年 開業予定 | 2027年 開業予定 | 韓国鉄道公社： 1号線（京釜電鉄線） (P154) | 京畿道 | 水原市 | 長安区 |
|        | 好梅実駅                   | 호매실역            | Homaesil                      | 2027年 開業予定 | 2027年 開業予定 |                                           | 京畿道 | 水原市 | 勧善区 |
|        | 梧木川駅                   | 오목천역            | Omokcheon                     | 開業時期未定    | 開業時期未定    | 韓国鉄道公社： 水仁・盆唐線 (K247)        | 京畿道 | 水原市 | 勧善区 |
|        | 峰潭駅                     | 봉담역              | Bongdam                       | 開業時期未定    | 開業時期未定    |                                           | 京畿道 | 華城市 | 華城市 |
|        | 旺林駅                     | 왕림역              | Wangnim                       | 開業時期未定    | 開業時期未定    |                                           | 京畿道 | 華城市 | 華城市 |
|        | 郷南駅                     | 향남역              | Hyangnam                      | 開業時期未定    | 開業時期未定    | 韓国鉄道公社：西海線                      | 京畿道 | 華城市 | 華城市 |

## 本路線に関連する事業者

### 新盆唐線株式会社
新盆唐線株式会社（シンブンダンせん / シンブンダンソン、ハングル：신분당선주식회사、英：Shinbundang Railroad Co., Ltd.）は、新盆唐線（鉄道路線）のうち第一期区間である江南駅 - 亭子駅間の建設と施設管理を担う大韓民国の鉄道事業者である。

#### 沿革
- 2005年6月 - 斗山、大林、大宇などのゼネコン7社を中心とするコンソーシアムにより設立[7]。
- 2009年10月 - 本社を盆唐区の現在地に移転[7]。

### 京畿鉄道株式会社
京畿鉄道株式会社（キョンギてつどう / キョンギチョルド、ハングル：경기철도주식회사、英：Kyunggi Railroad Co., Ltd.）は、新盆唐線（鉄道路線）のうち第二期区間である亭子駅 - 光教駅間の建設と施設管理を担う大韓民国の鉄道事業者である。

#### 沿革
- 2009年11月30日 - KIAMCO京畿鉄道投資私募特別資産投資信託などが中心となって設立[11]。

### 新ソウル鉄道株式会社
新ソウル鉄道株式会社（しんソウルてつどう / セソウルチョルド、ハングル：새서울철도주식회사、英：New Seoul Railroad Co., Ltd）は、新盆唐線（鉄道路線）のうち第三期区間である龍山駅 - 江南駅間の建設と施設管理を担う大韓民国の鉄道事業者である。

#### 沿革
- 2010年
  - 8月31日 - 斗山建設などのコンソーシアムが龍山延伸区間の民間投資事業最優先交渉権を獲得[12]。
  - 12月27日 - 斗山、KIAMCO新ソウル鉄道投資私募特別資産投資信託などを中心としたコンソーシアムによる共同出資で法人設立[13]。
- 2016年8月12日 - 国土交通部による告示で新盆唐線第三期区間複線電鉄民間投資事業の実施計画承認を取得[14]。

### ネオトランス株式会社
ネオトランス株式会社（ハングル：네오트랜스주식회사、英：Neo Trans Co. Ltd.）は、新盆唐線を運営する大韓民国の鉄道事業者である。

#### 沿革
- 2005年6月 - 会社設立[17]。
- 2011年4月 - 新盆唐線第一期区間（江南駅 - 亭子駅間）の運営について、新盆唐線株式会社との契約が締結される[17]。
- 2011年10月 - 同区間が開業[17]。
- 2016年1月 - 新盆唐線第二期区間（亭子駅 - 光教駅間）の運営について、京畿鉄道株式会社との契約が締結される（その後同月中に開業）[19]。
- 2016年8月 - 龍仁軽電鉄の運営を開始[19]。
- 2023年7月 - 龍仁軽電鉄の委託運営を終了。